# Dictadura del proletariado

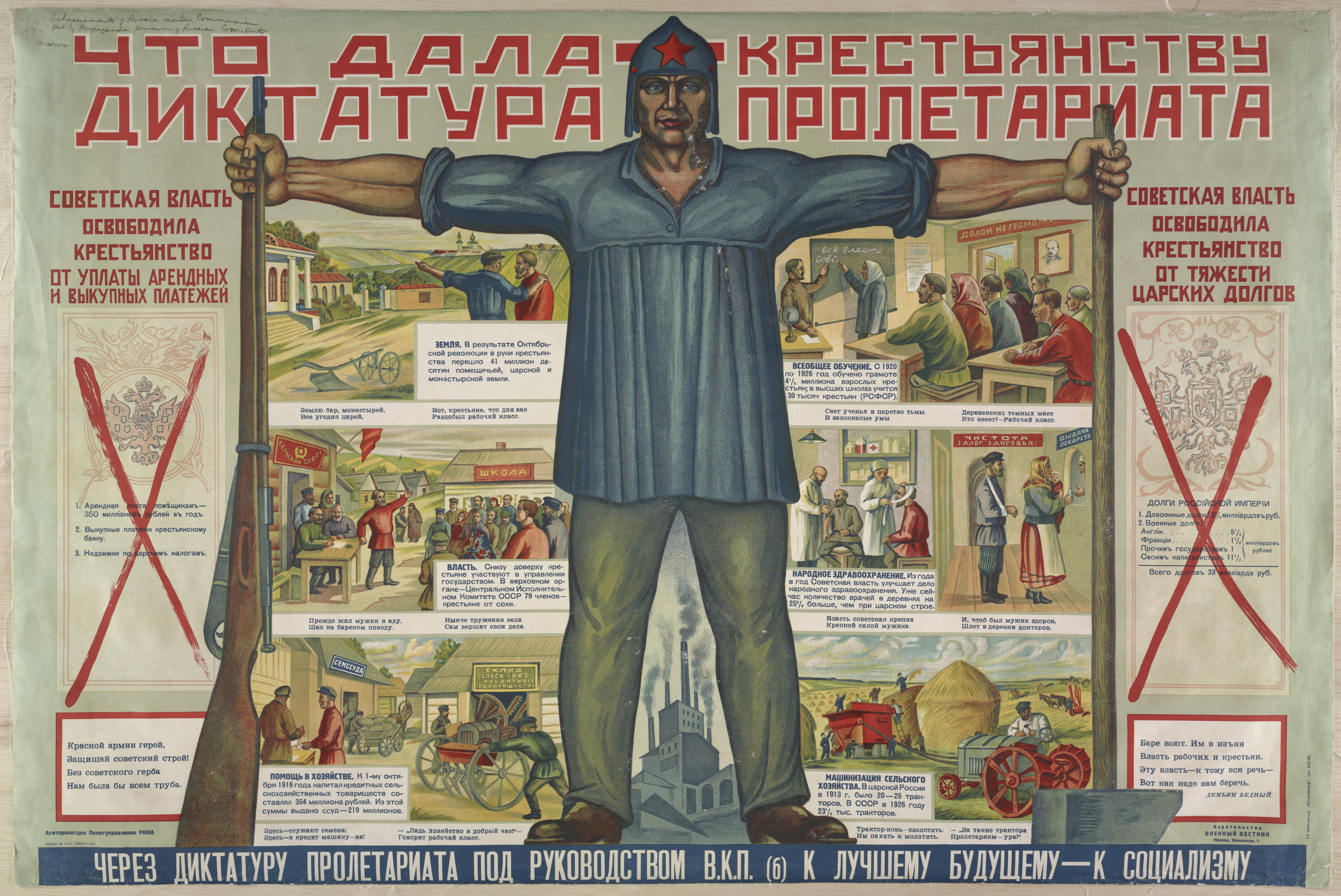
Póster de propaganda soviética de 1920 titulado "Logros de Rusia bajo el comunismo: ¿qué dio la dictadura del proletariado al campesinado?"

La dictadura del proletariado es un concepto político propio del marxismo que se refiere a un Estado en el que el proletariado (los obreros industriales asalariados) tiene el control del poder político en lugar de la burguesía (grandes propietarios capitalistas), cuyo dominio es considerado en oposición a una «dictadura de la burguesía». El término fue adoptado por los fundadores del marxismo, Karl Marx y Friedrich Engels, en el siglo XIX, tomando como primer ejemplo a la Comuna de París. Dentro del contexto del materialismo histórico, la dictadura del proletariado es el período de transición entre el capitalismo y el comunismo, y por tanto no representa aún el fin del modo capitalista de producción. Para mantener este poder obrero dentro de una sociedad capitalista se requeriría no solo el reemplazo del personal del Estado burgués, sino también un cambio estructural hacia una nueva forma obrera de Estado, que posteriormente se organizaría en formas como las comunas, hasta ser abolido.
Posteriormente, Vladimir Lenin establecería que el Estado organizado por la dictadura del proletariado no solo existiría bajo el llamado "período de transición", sino que se extendería a la primera fase del comunismo y que se encargaría inicialmente de la dirección de la economía bajo el modo de producción "socialista". En la interpretación post-estalinista del marxismo-leninismo, la persistencia del Estado dentro del modo de producción socialista se describe como un "Estado de todo el pueblo". En las diferentes variantes del leninismo se considera que la dictadura del proletariado deberá formar la conciencia de clase del proletariado, dirigir al campesinado y afrontar sus tareas necesarias, por lo que se extingue este "semi-estado proletario". Asimismo establece que la dictadura del proletariado funcionaría a la inversa del estado burgués, reprimiendo a las clases económicamente dominantes o explotadoras, y evitando una restauración capitalista por parte de estas. El marxismo-leninismo también establece que la base y el principio supremo de la dictadura del proletariado radican en la alianza de la clase obrera con el campesinado, bajo la dirección de la clase obrera. De igual forma aclara que en el transcurso de la edificación del estado socialista, la base social de la dictadura del proletariado se amplía y se fortalece, esto es para formar la unidad política, social e ideológica de la sociedad. La principal fuerza rectora y orientadora en el sistema de la dictadura del proletariado es el destacamento avanzado y organizado de la clase obrera, que es el partido de los comunistas.
Diversos pensadores consideran que la concepción marxista de la dictadura del proletariado es inherentemente democrática, y no puede tomar la forma de Estado de partido único. La investigación en el origen del término habría revelado que nunca estuvo intencionada a significar una dictadura –de la manera que este término se entiende usualmente–, y que habría sido originalmente concebida como una forma democrática de gobierno. La teoría la concibe como un Estado democrático, porque la totalidad de la autoridad pública sería elegible y revocable bajo el sufragio universal. Sin embargo, los críticos afirman que el sufragio universal y la democracia directa son incompatibles con un partido totalitario que dirige ideológicamente a la sociedad política y a la sociedad civil, citando como primer ejemplo el Comité de Salvación Pública reeditado durante la Comuna de París. Desde este punto de vista, la dictadura del proletariado convertiría en forzado el apoyo obrero al gobierno revolucionario en tanto que impone medidas de violencia política no solo contra enemigos de clase sociológicamente delimitados, sino también contra las opiniones contrarrevolucionarias dentro del proletariado.
El jurista, filósofo y politólogo Hans Kelsen dedicaría un conjunto de obras al análisis crítico de la dictadura del proletariado, y por extensión al estudio de la concepción marxista del Estado y del derecho en sus evoluciones teóricas y prácticas. El filósofo Étienne Balibar escribió, desde un especial punto de vista marxista-leninista en la línea de Louis Althusser, una de las más extensas reflexiones sobre la naturaleza de la dictadura del proletariado que sería de referencia para el manual doctrinario de Marta Harnecker en su tratamiento sobre el particular.

## Citas de referentes políticos y doctrinarios del marxismo

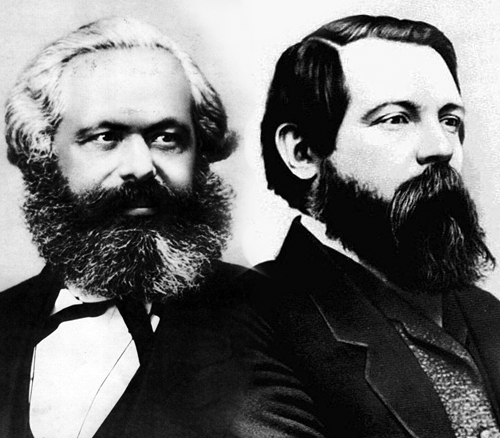
Karl Marx y Friedrich Engels.

Karl Marx ya se refirió a una "dictadura de la clase obrera" o "dictadura de clase del proletariado" en su obra Las luchas de clases en Francia de 1848 a 1850 como un "punto necesario de transición para la supresión de las diferencias de clase en general". La definición más clara del papel de la dictadura del proletariado esbozada por Karl Marx fue hecha en su correspondencia:

Por lo que a mí se refiere, no me cabe el mérito de haber descubierto la existencia de las clases en la sociedad moderna ni la lucha entre ellas. Mucho antes que yo, algunos historiadores burgueses habían expuesto ya el desarrollo histórico de esta lucha de clases y algunos economistas burgueses la anatomía económica de estas. Lo que yo he aportado de nuevo ha sido demostrar: 1) que la existencia de las clases sólo va unida a determinadas fases históricas de desarrollo de la producción; 2) que la lucha de clases conduce, necesariamente, a la dictadura del proletariado; 3) que esta misma dictadura no es de por sí más que el tránsito hacia la abolición de todas las clases y hacia una sociedad sin clases.

A pesar de ser un común error, Marx, nunca se habría referido a ella directamente como una forma de gobierno. La dictadura del proletariado derivaría de la concepción, sistematizada en el materialismo histórico y la teoría de la lucha de clases, según la cual todo poder estatal difícilmente puede conciliar intereses de clase contrapuestos y solo puede defender unos en desmedro de otros. En la interpretación más divulgada del marxismo, el Estado es democrático para la clase dominante y dictatorial para las demás, entendiéndose respectivamente por "democracia" y "dictadura" la dominación o privación del acceso al poder real del Estado. La transformación del proletariado en clase dominante implica entonces una exclusión política para las clases burguesas que, en este esquema, estaría implícita en la dominación política del proletariado, que para su inclusión requiere más que la simple participación electoral sino cambiar el contenido sociológico de las burocracias dirigentes (de burgués a obrero) y, además, el tipo de estructuras del Estado (de parlamentarias a formas de democracia directa).
La dictadura del proletariado existiría durante el período de transición revolucionaria entre el capitalismo y la sociedad comunista, hasta que la abolición de todas las clases sociales la vuelva innecesaria:

Cabe, entonces, preguntarse: ¿qué transformación sufrirá el régimen estatal en la sociedad comunista? O, en otros términos: ¿qué funciones sociales, análogas a las actuales funciones del Estado, subsistirán entonces? Esta pregunta sólo puede contestarse científicamente, y por más que acoplemos de mil maneras la palabra pueblo y la palabra Estado, no nos acercaremos ni un pelo a la solución del problema.

Entre la sociedad capitalista y la sociedad comunista media el período de la transformación revolucionaria de la primera en la segunda. A este período corresponde también un período político de transición, cuyo Estado no puede ser otro que la dictadura revolucionaria del proletariado.

Pero el programa [de Gotha] no se ocupa de esta última, ni del futuro régimen estatal de la sociedad comunista. Sus reivindicaciones políticas no se salen de la vieja y consabida letanía democrática: sufragio universal, legislación directa, derecho popular, milicia del pueblo, etc. Son un simple eco del Partido Popular burgués, de la Liga por la Paz y la Libertad.

Según Friedrich Engels, cofundador del marxismo, la "forma específica" de la dictadura del proletariado es la república democrática:

Si una cosa es cierta es que nuestro partido y la clase obrera sólo puede llegar al poder bajo la forma de una república democrática. Ésta es incluso la forma específica para la dictadura del proletariado.

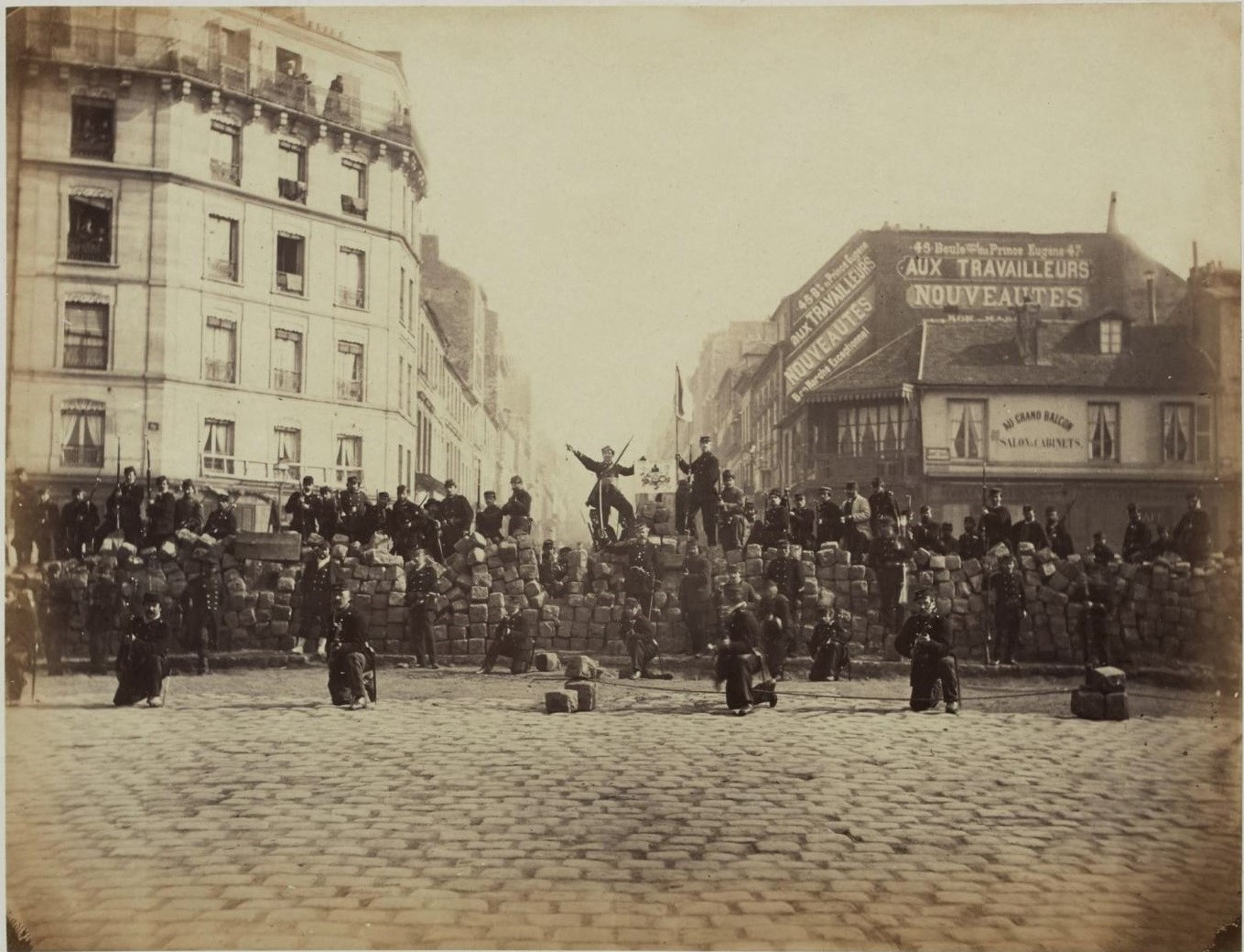
Barricada durante la Comuna de París.

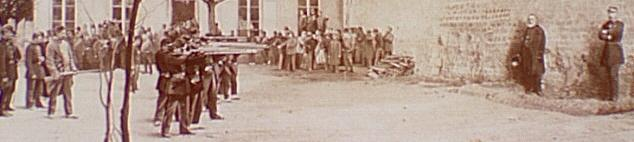
Generales Lecomte y Thomas siendo fusilados en Montmartre por desertores unidos a las filas de los comuneros (reconstrucción fotográfica).

Engels tomó la Comuna de París como modelo para esta dictadura:

Últimamente, las palabras «dictadura del proletariado» han vuelto a sumir en santo horror al filisteo socialdemócrata. Pues bien, caballeros, ¿queréis saber qué faz presenta esta dictadura? Mirad a la Comuna de París: ¡he ahí la dictadura del proletariado!

En otro momento afirmó que los contrarrevolucionarios deberían ser excluidos, sin aclarar si por estos entiende a los opositores de las clases enemigas o a los opositores de las clases que la revolución representaría:

El partido victorioso [en la revolución] si no quiere haber luchado en vano, tiene que mantener este dominio por el terror que sus armas inspiran a los reaccionarios. ¿La Comuna de París habría durado acaso un solo día, de no haber empleado esta autoridad de pueblo armado frente a los burgueses? ¿No podemos, por el contrario, reprocharle el no haberse servido lo bastante de ella?

En cualquier caso, Engels afirmaría la importancia de que en la dictadura participara toda la clase proletaria y no a través de una vanguardia:

De la idea blanquista de que toda revolución es obra de una pequeña minoría revolucionaria se desprende automáticamente la necesidad de una dictadura inmediatamente después del éxito de la insurrección, de una dictadura no de toda la clase revolucionaria, del proletariado, como es lógico, sino del contado número de personas que han llevado a cabo el golpe y que, a su vez, se hallan ya de antemano sometidas a la dictadura de una o de varias personas.

De acuerdo a la teoría marxista, la existencia misma de cualquier tipo de Estado implica la dictadura de una clase social sobre otra, así que cada gobierno es necesariamente una dictadura de la burguesía o del proletariado. La palabra dictadura, entonces, no se utiliza en su significado común, si no simplemente se refiere a que el poder político reside en una clase o en la otra.
Marx postula la necesidad de una revolución en la cual el proletariado se establezca como clase dominante, para disolverse paulatinamente como tal, en la transición hacia una sociedad sin clases. La dictadura del proletariado sería la etapa inmediatamente posterior a la toma del poder por parte de la clase obrera, en la que se crea un Estado obrero, el cual, como todo estado, sería una dictadura de una clase sobre otra (en este caso, de las clases trabajadoras sobre la burguesía).
Es importante diferenciar dos etapas en la historia de la concepción de la dictadura del proletariado. Inicialmente, Marx y Friedrich Engels solo hablaban de la toma del poder estatal por parte de la clase trabajadora; sin embargo, tras la experiencia de la Comuna de París, concluyeron que para ejercer la dictadura del proletariado, la clase obrera no podía simplemente llenar las estructuras estatales existentes, sino que debía proceder a destruir el estado burgués y poner en pie un estado obrero basado en la organización colectiva (Comunas o Consejos, en ruso "Soviets") de la clase obrera.
Bajo el título "La dictadura económica del proletariado", el GIC (Grupo comunista internacionalista) de los Países Bajos presentó su visión política en la edición de 1935 de los Principios Fundamentales:

Pero si miramos la dictadura del proletariado desde el punto de vista de la transformación de las relaciones sociales, de las relaciones recíprocas entre los hombres, entonces la dictadura es la conquista real de la democracia. El comunismo no significa nada más que el hecho de que la humanidad está entrando en una fase cultural superior, ya que todas las funciones sociales están bajo la dirección y el control de todos los trabajadores, y por lo tanto toman su destino en sus propias manos. En otras palabras, la democracia se ha convertido en el principio de la vida en sociedad. Así, una democracia esencial, arraigada en la gestión de la vida social por las masas trabajadoras, es exactamente igual a la dictadura del proletariado.

Una vez más, estaba reservado para Rusia el convertir esta dictadura en una caricatura al presentar la dictadura del partido bolchevique como la dictadura de la clase proletaria. De esta manera, ha cerrado la puerta a una verdadera democracia proletaria, es decir, a la administración y dirección de la vida social por las propias masas. La dictadura del partido es la forma en que se frustra la dictadura del proletariado.

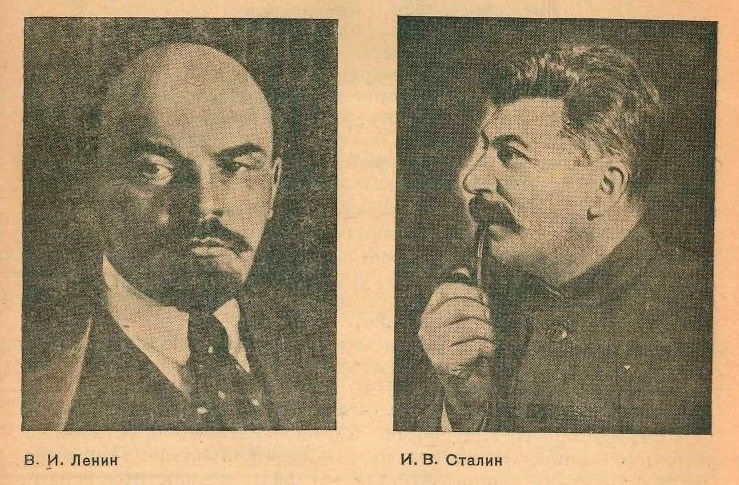
Vladimir Lenin y Iósif Stalin.

Mientras que Marx consideraba a la pequeña burguesía y al campesinado trabajador propietario como clases reaccionarias frente  las burguesías urbanas y agrarias, Vladimir Lenin en cambio redefinía tácticamente la dictadura del proletariado como una vanguardia política sostenida sobre una alianza provisoria entre el proletariado como clase obrera industrial asalariada, y las clases sociales involucradas en el trabajo pero no asalariadas que luego serían históricamente "superadas":

La dictadura del proletariado es una forma singular de alianza de clase del proletariado, vanguardia de los trabajadores, y los numerosos sectores no proletarios (pequeña burguesía, pequeños propietarios, campesinos, intelectuales, etc.) de trabajadores o la mayoría de ellos, alianza dirigida contra el capital, alianza que persigue el derrocamiento completo del capital, el aplastamiento completo de la resistencia de la burguesía y de sus tentativas de restauración, alianza que se propone la instauración y consolidación definitivas del socialismo.

Lenin defendería así la tesis de la dictadura del proletariado:

En la sociedad capitalista, bajo las condiciones del desarrollo más favorable de esta sociedad, tenemos en la República democrática un democratismo más o menos completo. Pero este democratismo se halla siempre comprimido dentro de los estrechos marcos de la explotación capitalista y es siempre, en esencia, por esta razón, un democratismo para la minoría, sólo para las clases poseedoras, sólo para los ricos. [...]

«Marx puso de relieve [...] que a los oprimidos se les autoriza para decidir una vez cada varios años qué miembros de la clase opresora han de representarlos y aplastarlos en el parlamento. [...]
Pero, partiendo de esta democracia capitalista –inevitablemente estrecha, que repudia bajo cuerda a los pobres y que es, por tanto, una democracia mentirosa– [...] el desarrollo hacia el comunismo pasa a través de la dictadura del proletariado, y no puede ser de otro modo, porque el proletariado es el único que puede, y sólo por este camino, romper la resistencia de los explotadores capitalistas.
Pero la dictadura del proletariado, es decir, la organización de la vanguardia de los oprimidos en clase dominante para aplastar a los opresores, no puede conducir tan sólo a la simple ampliación de la democracia. A la par con la enorme ampliación del democratismo, que por primera vez se convierte en democracia para los pobres, en un democratismo para el pueblo, y no un democratismo para los sacos de dinero, la dictadura del proletariado implica una serie de restricciones puestas a la libertad de los opresores, de los explotadores, de los capitalistas.
Debemos reprimir a éstos, para liberar a la humanidad de la esclavitud asalariada, hay que vencer por la fuerza su resistencia, y es evidente que allí donde hay represión, donde hay violencia, no hay libertad ni hay democracia.
Engels expresaba magníficamente esto en la carta a Bebel, al decir, como recordará el lector, que "mientras el proletariado necesite todavía del Estado, no lo necesitará en interés de la libertad, sino para someter a sus adversarios, y tan pronto como pueda hablarse de libertad, el Estado como tal dejará de existir."

Democracia para la mayoría gigantesca del pueblo y represión por la fuerza, es decir, exclusión de la democracia, para los explotadores, para los opresores del pueblo: he ahí la modificación que sufrirá la democracia en la 'transición' del capitalismo al comunismo».

Por tanto, según Lenin, la violencia política debe ser parte de la dictadura del proletariado en este período:

La dictadura es un poder que se apoya directamente en la violencia y no está sometido a ley alguna.

La dictadura revolucionaria del proletariado es un poder conquistado y mantenido mediante la violencia ejercida por el proletariado sobre la burguesía, un Poder no sujeto a ley alguna.

[...] "Nosotros" le decimos a la burguesía: ustedes, explotadores e hipócritas, hablan de democracia, mientras que a cada paso erigen miles de barreras para prevenir que el pueblo oprimido participe en la política. Tomamos su lenguaje y, en interés de estas personas, exigimos la extensión de su democracia burguesa con el fin de preparar al pueblo para la revolución con el propósito de derrocarlos a ustedes, los explotadores. Y si ustedes explotadores intentan ofrecer resistencia a nuestra revolución proletaria, nosotros los suprimiremos despiadadamente; los privaremos de todos sus derechos; más que eso, no les daremos ni un pan, porque en nuestra república proletaria los explotadores no tendrán derechos, serán privados del fuego y del agua, ya que somos socialistas en serio, y no en el estilo de Scheidemann o Kautsky.

El bolchevismo dejaría claro que, al menos en su posición, se trata de una "dictadura" en dos sentidos distintos a la vez: que el poder del Estado esté en manos de una clase y no de otra, y que ese poder elimine las libertades de expresión y asociación de la clase enemiga.

El Estado proletario es una organización de la clase dominante (la clase dominante aquí es la clase proletaria) y una organización de la violencia política hacia la burguesía, como medio de liberarse de la burguesía y de ponerle fin. Quien tema esta clase de violencia no es un revolucionario.

Tal persecución política, que es la definición tradicional de dictadura, no necesariamente sucede en la democracia/dictadura burguesa pero sí en la democracia/dictadura proletaria:

¿Cuál es la diferencia entre una república parlamentaria y una república soviética? Que en una república soviética los elementos no trabajadores están privados del derecho al voto y no toman parte en los asuntos de la administración [...] La burguesía, los ex terratenientes, los banqueros, los especuladores, los comerciantes, los usureros, los intelectuales de Korniloff, los sacerdotes y obispos, en una palabra todas las huestes negras carecen de derecho a voto, de los derechos políticos fundamentales.

Rosa Luxemburg, teórica marxista, puso énfasis en el rol de la dictadura del proletariado como el gobierno de la clase entera, representando la mayoría, y no un partido único, caracterizando la dictadura del proletariado como un concepto que expande la democracia en vez de reducirla, opuesto a la dictadura de la burguesía, la única otra clase que puede tener el poder del estado según la teoría marxista.
Sin embargo, a pesar de interpretaciones similares respecto a un libre pluralismo político dentro de la clase proletaria en la obra de Marx, la interpretación del marxismo-leninismo de la dictadura del proletariado requiere al partido revolucionario en calidad de jefatura política, por representar la "forma superior de organización de clase" que el resto de las masas no han podido alcanzar y no podrán alcanzar sin esta:

El Partido como instrumento de la dictadura del proletariado. El Partido es la forma superior de organización del proletariado. El Partido es el factor esencial de dirección en el seno de la clase de los proletarios y entre las organizaciones de esta clase. Pero de aquí no se desprende, ni mucho menos, que el Partido pueda ser considerado como un fin en sí, como una fuerza que se baste a sí misma. El Partido no sólo es la forma superior de unión de clase de los proletarios, sino que es, al mismo tiempo, un instrumento del proletariado para la conquista de su dictadura, cuando ésta no ha sido todavía conquistada, y para la consolidación y ampliación de la dictadura, cuando ya está conquistada. El Partido no podría elevar a tal altura su importancia, ni ser la fuerza rectora de todas las demás formas de organización del proletariado, si éste no tuviera planteado el problema del Poder, si las condiciones creadas por el imperialismo, la inevitabilidad de las guerras y la existencia de las crisis no exigieran la concentración de todas las fuerzas del proletariado en un solo lugar, la convergencia de todos los hilos del movimiento revolucionario en un solo punto, a fin de derrocar a la burguesía y conquistar la dictadura del proletariado. El proletariado necesita del Partido, ante todo, como Estado Mayor de combate, indispensable para la conquista victoriosa del Poder. No creo que sea necesario demostrar que, sin un partido capaz de reunir en torno suyo a las organizaciones de masas del proletariado y de centralizar, en el curso de la lucha, la dirección de todo el movimiento, el proletariado de Rusia no hubiera podido implantar su dictadura revolucionaria.

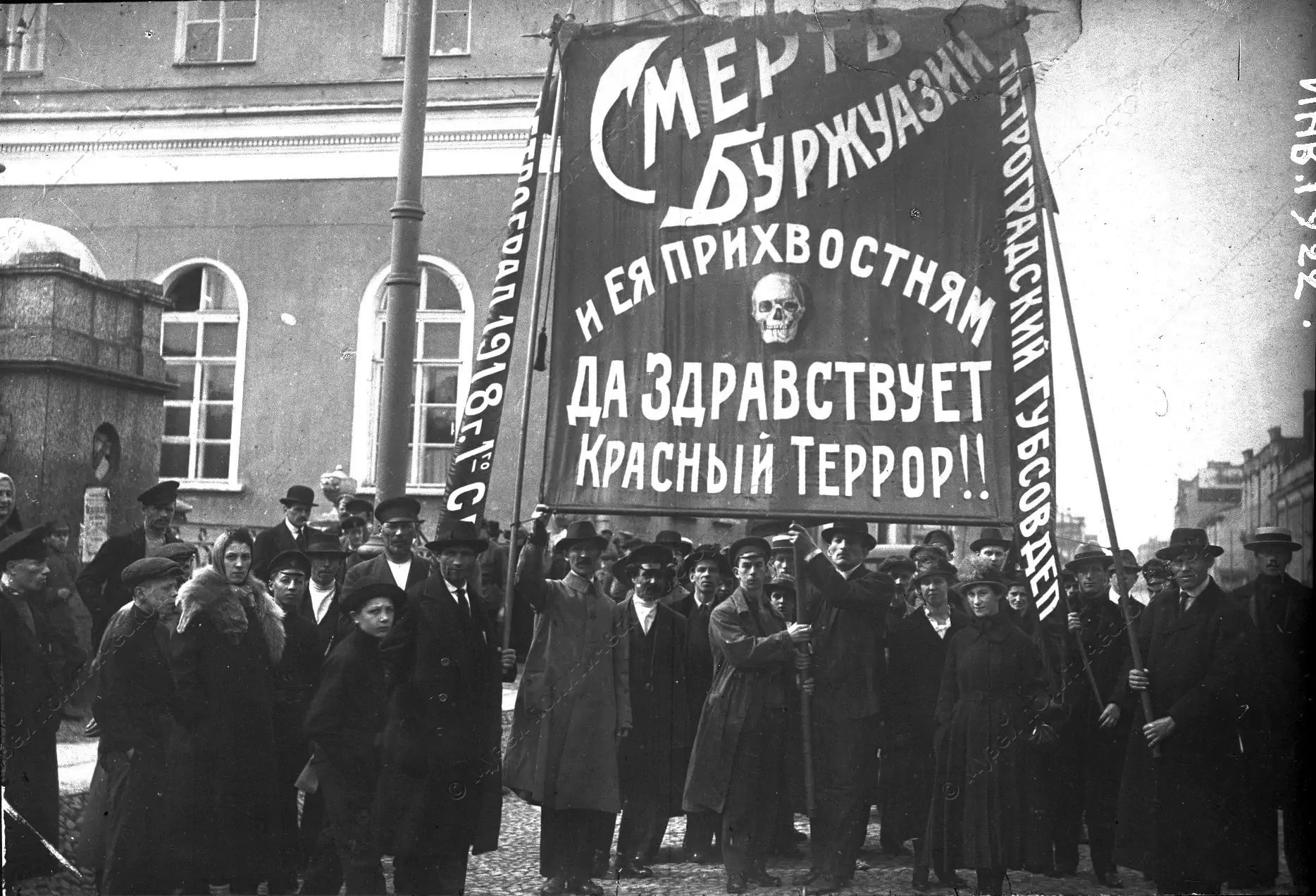
Funeral de Moiséi Uritski en Petrogrado. Traducción del estandarte: "Muerte a los burgueses y sus acólitos. Larga vida al terror rojo."

Pero el proletariado no necesita del Partido solamente para conquistar la dictadura; aún le es más necesario para mantenerla, consolidarla y extenderla, para asegurar la victoria completa del socialismo.
Seguramente –dice Lenin–, hoy casi todo el mundo ve ya que los bolcheviques no se hubieran mantenido en el Poder, no digo dos años y medio, sino ni siquiera dos meses y medio, sin la disciplina rigurosísima, verdaderamente férrea, de nuestro Partido, sin el apoyo total e indefectible prestado a él por toda la masa de la clase obrera, es decir, por todo lo que ella tiene de consciente, honrado, abnegado, influyente y capaz de conducir tras de sí o de arrastrar a las capas atrasadas.

Los defensores de esta posición afirman ser coherentes con la obra de Marx y Engels, justificándose en ciertos comentarios del Manifiesto Comunista y en la resolución "sobre la acción política de la clase obrera" a la Primera Internacional, en los que se encontraría una aparente identidad entre el partido político de los comunistas en particular y la representación de los intereses conscientes de la clase proletaria, por lo cual la acción política consciente tomaría para esta clase su forma más acabada a través de su incorporación en una estructura partidaria:

Los comunistas no forman un partido aparte, opuesto a los otros partidos obreros. No tienen intereses algunos que no sean los intereses del conjunto del proletariado. [...] Los comunistas sólo se distinguen de los demás partidos proletarios en que, por una parte, en las diferentes luchas nacionales de los proletarios, destacan y hacen valer los intereses comunes a todo el proletariado, independientemente de la nacionalidad; y, por otra parte, en que, en las diferentes fases de desarrollo porque pasa la lucha entre el proletariado y la burguesía, representan siempre los intereses del movimiento en su conjunto. Prácticamente, los comunistas son, pues, el sector más resuelto de los partidos obreros de todos los países, el sector que siempre impulsa adelante a los demás; teóricamente, tienen sobre el resto del proletariado la ventaja de su clara visión de las condiciones, de la marcha y de los resultados generales del movimiento proletario. El objetivo inmediato de los comunistas es el mismo que el de todos los demás partidos proletarios: constitución de los proletarios en clase, derrocamiento de la dominación burguesa, conquista del poder político por el proletariado. [...] Esta organización del proletariado en clase y, por tanto, en partido político, es sin cesar socavada por la competencia entre los propios obreros. Pero surge de nuevo, y siempre más fuerte, más firme, más potente.

En su lucha contra el poder unido de las clases poseedoras, el proletariado no puede actuar como clase más que constituyéndose él mismo en partido político distinto y opuesto a todos los antiguos partidos políticos creados por las clases poseedoras. Esta constitución del proletariado en partido político es indispensable para asegurar el triunfo de la Revolución social y de su fin supremo: la abolición de clases. La coalición de las fuerzas de la clase obrera, lograda ya por la lucha económica debe servirle asimismo de palanca en su lucha contra el poder político de sus explotadores. Puesto que los señores de la tierra y del capital se sirven siempre de sus privilegios políticos para defender y perpetuar sus monopolios económicos y para sojuzgar al trabajo, la conquista del poder político se ha convertido en el gran deber del proletariado.

Partiendo de este reconocimiento, Lenin daría un paso más defendiendo la conquista revolucionaria del poder directamente por parte del partido comunista en países con proletariados no desarrollados, y afirmaría que la dictadura del proletariado debía usarse para fines de reeducación ideológica, cuestión que su sucesor Iósif Stalin citaría con frecuencia:

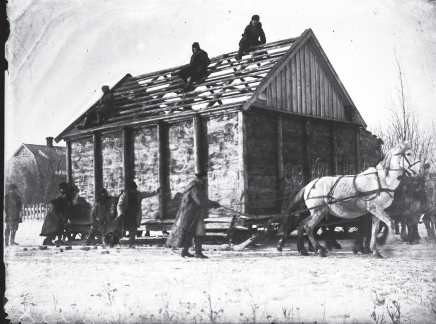
Requisas a kuláks

La burguesía tiene sus razones para hacer tentativas de restauración, porque después de su derrocamiento sigue siendo, durante mucho tiempo todavía, más fuerte que el proletariado que la derrocó.

Si los explotadores son derrotados solamente en un país –dice Lenin–, y este es, naturalmente, el caso típico, porque la revolución simultánea en varios países constituye una excepción rara, seguirán siendo, no obstante, más fuertes que los explotados.
¿En qué consiste la fuerza de la burguesía derrocada?
En primer lugar, "en la fuerza del capital internacional, en la fuerza y la solidez de los vínculos internacionales de la burguesía".
En segundo lugar, en que, "durante mucho tiempo después de la revolución, los explotadores siguen conservando, inevitablemente, muchas y enormes ventajas efectivas: les quedan el dinero (no es posible suprimir el dinero de golpe) y algunos que otros bienes muebles, con frecuencia valiosos; les quedan las relaciones, los hábitos de organización y administración, el conocimiento de todos los "secretos" (costumbres, procedimientos, medios, posibilidades) de la administración; les quedan una instrucción más elevada y su intimidad con el alto personal técnico (que vive y piensa en burgués); les queda (y esto es muy importante) una experiencia infinitamente superior en lo que respecta al arte militar, etc., etc."

En tercer lugar, "en la fuerza de la costumbre, en la fuerza de la pequeña producción. Porque, desgraciadamente, queda todavía en el mundo mucha, muchísima pequeña producción, y la pequeña producción engendra capitalismo y burguesía constantemente, cada día, cada hora, espontáneamente y en masa"..., porque "suprimir las clases no solo significa expulsar a los terratenientes y a los capitalistas –esto lo hemos hecho nosotros con relativa facilidad–, sino también suprimir los pequeños productores de mercancías; pero a estos no se les puede expulsar, no se les puede aplastar; con ellos hay que convivir, y solo se puede (y se debe) transformarlos, reeducarlos, mediante una labor de organización muy larga, lenta y prudente".

Estos procedimientos autoritarios no debían limitarse a las clases enemigas sino extenderse al campesinado, e incluso y especialmente al mismo proletariado aun siendo el supuesto sujeto político de su dictadura y no su objeto:

Bajo la dictadura del proletariado, habrá que reeducar a millones de campesinos y de pequeños propietarios, a centenares de miles de empleados, de funcionarios, de intelectuales burgueses, subordinándolos a todos al Estado proletario y a la dirección proletaria; habrá que vencer en ellos los hábitos burgueses y las tradiciones burguesas. Pero habrá también que reeducar, en lucha prolongada, sobre la base de la dictadura del proletariado, a los proletarios mismos, que no se desembarazan de sus prejuicios pequeñoburgueses de golpe, por un milagro, por obra y gracia del espíritu santo o por el efecto mágico de una consigna, de una resolución o un decreto, sino únicamente en una lucha de masas prolongada y difícil contra la influencia de las ideas pequeñoburguesas entre las masas.

Stalin aprovecharía estas admisiones que preludiarían no solo su propio régimen sino también el maoísta, aclarando, sin embargo, que la "dictadura del partido" era un término que no debía usarse ya que prestaba a confusión puesto que esta no se ejerce contra la clase proletaria sino solo contra aquellos miembros individuales del proletariado que no se adhirieren a la lucha revolucionaria. Esta situación pone en duda, sin embargo, la voluntariedad del proceso de reeducación. Ernesto Guevara pondría aún más énfasis en la pedagogía coercitiva del adoctrinamiento por parte del partido revolucionario:

El grupo de vanguardia (los conductores del proceso de ideologización) es ideológicamente más avanzado que la masa; esta conoce los valores nuevos, pero insuficientemente. Mientras en los primeros se produce un cambio cualitativo que le permite ir al sacrificio en su función de avanzada, los segundos solo ven a medias y deben ser sometidos a estímulos y presiones de cierta intensidad; es la dictadura del proletariado ejerciéndose no solo sobre la clase derrotada, sino también individualmente, sobre la clase vencedora.

Lenin admitía que el partido comunista no representa la vanguardia del proletariado por entero, sino a su verdadera consciencia de clase incluso contra el rumbo ideológico del proletariado existente, y que por tanto las bases proletarias del partido pueden ser minoritarias. Solo se requiere organizar el apoyo de una fracción del proletariado, con lo cual los comunistas pueden ejercer su poder sin el consentimiento de las mayorías en dicha clase, e incluso ejercer una dictadura en su nombre en el sentido usual del término, como violencia política:

Un partido político puede organizar sólo una minoría de la clase, del mismo modo que los trabajadores realmente dotados de consciencia de clase en toda sociedad capitalista comprenden sólo una minoría del total de trabajadores. Por eso debemos añadir que sólo esta minoría con conciencia de clase puede guiar a las vastas masas de trabajadores y conducirlas. [...] El camarada Tanner dice que por dictadura del proletariado entendemos, en esencia, la dictadura de su minoría organizada y con conciencia de clase. Por mi parte digo que no hay realmente diferencias entre nosotros.

Posteriormente Stalin comentaría esta cita aclarando que la dictadura del proletariado es la voluntad directiva del partido más la voluntad del proletariado de aceptar dicha dirección y ejecutarla, por lo cual no podría ser obedecida sin su apoyo:

En el pasaje arriba citado de su discurso ante el II Congreso de la Internacional Comunista, Lenin no identifica en modo alguno el papel dirigente del Partido con la dictadura del proletariado. Dice únicamente que "sólo la minoría consciente (es decir, el Partido) puede dirigir a las grandes masas obreras y hacer que la sigan" y que en este sentido, precisamente, "entendemos, en esencia, por dictadura del proletariado la dictadura de su minoría organizada y consciente".

Decir "en esencia" no equivale a decir "íntegramente". [...] Si el Partido ejerce la dictadura del proletariado, y en este sentido la dictadura del proletariado es, en esencia, la "dictadura" de su Partido, esto no significa todavía que la "dictadura del Partido" (su papel dirigente) sea idéntica a la dictadura del proletariado, que la primera sea, por sus proporciones, igual a la segunda. [...] El Partido ejerce la dictadura del proletariado, la del proletariado, y no otra cualquiera. [...] Ni una sola decisión importante de las organizaciones de masas del proletariado se adopta sin las directivas del Partido. Esto es muy cierto. Pero ¿significa esto, acaso, que la dictadura del proletariado se reduzca a las directivas del Partido? ¿Significa esto, acaso, que, por tal razón, las directivas del Partido puedan identificarse con la dictadura del proletariado? ¡Naturalmente que no! La dictadura del proletariado consiste en las directivas del Partido, más el cumplimiento de estas directivas por las organizaciones de masas del proletariado, más su puesta en práctica por la población. Aquí tenemos, como puede verse, toda una serie de transiciones y grados intermedios, que constituyen un elemento nada despreciable de la dictadura del proletariado. Entre las directivas del Partido y su puesta en práctica, media, pues, la voluntad y la acción de los dirigidos, la voluntad y la acción de la clase, su disposición (o su falta de disposición) a apoyar estas directivas, su aptitud (o ineptitud) para cumplirlas, su aptitud (o ineptitud) para cumplirlas precisamente en la forma que exige la situación. No creo que sea preciso demostrar que el Partido, que se ha hecho cargo de la dirección, no puede dejar de tener en cuenta la voluntad, el estado y el grado de conciencia de los dirigidos, no puede descartar la voluntad, el estado y el grado de conciencia de su clase. Por eso, quien identifica el papel dirigente del Partido con la dictadura del proletariado, sustituye la voluntad y la acción de la clase por las directivas del Partido.

El comentario, para los críticos, no aclara cómo sería representado colectivamente el nivel de consenso del proletariado por fuera del partido, ya que no hay otra instancia de representación y solo queda la voluntad de obediencia a nivel individual que no puede ser aceptada sin romper la cadena de mando y que, además, se encuentra sometida a su vez a una dictadura, con lo cual no puede ser expresada. Para estos, la doble utilización del lenguaje respecto a los conceptos de proletariado y de dictadura posibilitó la concentración del ejercicio del mando a personalismos revolucionarios proto-estalinistas dentro del partido. El propio Lenin defendería sin eufemismos la utilización clásica romana del término dictadura, tanto para (a) la aplicación políticamente represiva de la dictadura del proletariado, (b) la representación del proletariado en dicha dictadura unipersonal, y (c) para la organización del socialismo entendido como un colectivismo de Estado autoritariamente organizado:

La cuestión planteada tiene, en efecto, inmensa importancia: primero, se trata de una cuestión de principio, de saber si el nombramiento de determinadas personas investidas de poderes dictatoriales ilimitados es, en general, compatible con los principios cardinales del Poder soviético; segundo, de saber que relación guarda este caso –o este precedente, si se quiere– con las tareas especiales del poder en el momento concreto actual. Ambas cuestiones deben ser examinadas con la mayor atención. La experiencia irrefutable de la historia muestra que la dictadura de ciertas personas ha sido con mucha frecuencia, en el curso de los movimientos revolucionarios, la expresión de la dictadura de las clases revolucionarias, su portadora y su vehículo. [...] Así pues, no existe absolutamente ninguna contradiccion de principio entre la democracia sovietica (es decir, socialista) y el ejercicio del poder dictatorial por ciertas personas.

Volvemos ahora a una cuestión decidida ya hace tiempo, de una manera que aprobó y aclaró el Comité Ejecutivo Central: a saber, que la democracia socialista soviética no es en modo alguno incompatible con el gobierno y la dictadura de una sola persona; que hay tiempos en que quien realiza mejor la voluntad de una clase es un dictador, el cual a veces cumple más estando solo y es más necesario con frecuencia.

Por lo que se refiere a la segunda cuestión (el significado precisamente del poder dictatorial unipersonal desde el punto de vista de las tareas especificas del momento presente), debemos decir que toda gran industria mecanizada –es decir,  precisamente el origen y la base material, de  producción, del socialismo– requiere una unidad de voluntad absoluta y rigurosísima que dirija el trabajo común de centenares, miles y decenas de miles de personas. Esta necesidad es evidente desde tres puntos de vista –técnico, económico e histórico–, y cuantos pensaban en el socialismo la han tenido siempre por una condición para llegar a él. Pero, ¿como puede asegurarse la más rigurosa unidad de voluntad? Supeditando la voluntad de miles de personas a la de una sola.
Si quienes participan en el trabajo común poseen una conciencia y una disciplina ideales, esta supeditación puede recordar más bien la suavidad con que conduce un director de orquesta. Si no existen esa disciplina y esa conciencia ideales, la supeditación puede adquirir las formas tajantes de la dictadura. Pero, de un modo u otro modo, la supeditación incondicional a una voluntad única es absolutamente necesaria para el buen éxito de los procesos del trabajo, organizado al estilo de la gran industria mecanizada. [...] Estamos muy lejos aún de haber asegurado plenamente el sometimiento incondicional, durante el trabajo, a las disposiciones de una sola persona, de los dirigentes soviéticos, de los dictadores, elegidos o designados por las instituciones soviéticas, dotados de plenos poderes dictatoriales (como lo exige, por ejemplo, el decreto ferroviario).